# Ennio Bacchio
Ennio Bacchio (Stradella, 12 marzo 1909 – ...) è stato un calciatore italiano, di ruolo terzino.

## Carriera
Cresciuto nella Stradellina, passato al Pavia vi ha disputato tre stagioni, ha esordito in Serie B il 10 settembre 1933 nella partita Pavia-Legnano (0-3), poi ha disputato due stagioni con le Acciaierie Falck di Sesto San Giovanni, poi una stagione a Como.